# Café Brioni
Das Café Brioni war ein traditionelles Wiener Kaffeehaus im 9. Wiener Gemeindebezirk Alsergrund am Julius-Tandler-Platz 1.

Das Cafe Brioni um 1900

Das Café Brioni wurde 1917 eröffnet und über mehrere Generationen als Familienbetrieb geführt. Es wurde von Schauspielern wie Hans Albers, Annemarie Düringer oder Wiener Größen wie Maxi Böhm und Helmut Qualtinger frequentiert, die sich auch im Gästebuch verewigt haben. Auch Friedrich Torberg gehörte zu den Gästen.
Das Lokal zeichnete sich mit der bis zuletzt gehegt und gepflegten „Plüschatmosphäre“ aus. Die Einrichtung wurde teilweise von Hoffmann und Adolf Loos angefertigt. Mit seinen kunstvollen Spiegeln, den Kirschholzmöbeln, den schwarzen Marmortischen, den Kellnern im Smoking und mit dem Service am Silbertablett mit dem obligaten Glas Wasser wurde Wiener Flair demonstriert. Das Angebot umfasste traditionelle Wiener Spezialitäten und ab 1980 auch bodenständige und internationale Speisen. Das Café Brioni schloss 1996 wegen mangelnder Gewinne. In den Räumen des Café Brioni befanden sich später  nacheinander ein von den Anwohnern als „Spielerhütte“ bezeichnetes Spiellokal, ein italienisches Restaurant und ein Eissalon. Seit 2010 befindet sich in den Räumen des ehemaligen Café Brioni wieder ein Restaurant.
Das Café Brioni war das Stammcafé und „Lieblings-Café“ von Heimito von Doderer. Doderer war hier oft und regelmäßig zu Gast und schrieb hier auch gelegentlich. Das Café Brioni ist einer der Schauplätze in Doderers Roman Die Strudlhofstiege. Teile des Romans Die Strudlhofstiege entstanden im Café Brioni.